# Salsola orientalis
Salsola orientalis là loài thực vật có hoa thuộc họ Dền. Loài này được S.G. Gmel. miêu tả khoa học đầu tiên năm 1784.